# Große Erwartungen (1998)
Große Erwartungen (Great Expectations) ist ein 1998 produziertes Filmdrama aus den Vereinigten Staaten mit Ethan Hawke und Gwyneth Paltrow. Der Film basiert auf dem gleichnamigen Roman von Charles Dickens, dessen Handlung für diese Filmversion allerdings stark modernisiert wurde.

## Handlung
Der Waise Finnegan Bell lebt bei seiner Schwester Maggie und ihrem Freund Joe in einem kleinen Fischerdorf in Florida. Finn malt gerne im flachen Wasser Fische und wird dabei eines Tages plötzlich von einem in orange gekleideten Mann überrascht, der im Wasser lag. Der Mann entpuppt sich als ausgebrochener Sträfling mit Stahlfesseln an den Füßen. Er bedroht Finn und zwingt ihn, ihm am nächsten Morgen einen Bolzenschneider und etwas zu essen zu bringen. Finn bringt ihm aus Angst die Sachen, woraufhin ihn der Ausbrecher wiederum zwingt, ihn mit seinem Boot nach Mexiko zu bringen. Auf dem Weg auf die offene See wird das Boot jedoch von einem Polizeiboot entdeckt und wieder zurück an Land gezogen. Vorher konnte der entflohene Sträfling jedoch unbemerkt ins Wasser springen und sich bei einer Boje verstecken. Finn wirft ihm noch eine Schwimmweste zu. Am nächsten Morgen sieht Finn in den Nachrichten, dass der geflohene Häftling namens Arthur Lustig dennoch von der Polizei geschnappt wurde.
Eines Tages, als Joe den Garten der reichen Mrs. Nora Dinsmoor, das „Paradiso Perduto“ („verlorenes Paradies“), in Ordnung bringen soll, nimmt er Finn mit. Mrs. Dinsmoor, die ihren Verstand verlor, als ihr Verlobter sie vor dem Traualtar sitzen ließ, lässt Joe jedoch nicht arbeiten, sondern schiebt ihm unter der Tür einen Umschlag mit Geld zu. Währenddessen streift Finn durch den verwucherten Garten und entdeckt dabei Estella, die Nichte von Mrs. Dinsmoor. Die alte Dinsmoor beobachtet die Kinder und engagiert kurzerhand Finn zu ihrer Unterhaltung – in Wahrheit aber als Spielgefährten für ihre Nichte. Finns Schwester drängt ihn dazu, da sie auf das Geld nicht verzichten kann und will. Kurz darauf verlässt sie jedoch Finn und Joe, der Finn daraufhin allein großzieht.
Estella ist bereits im Kindesalter sehr hochnäsig und arrogant. Mrs. Dinsmoor lehrt den Kindern das Tanzen. Am Ende des ersten Besuchs küsst Estella Finn, als sie gemeinsam aus einem Brunnen trinken, was sich einige Jahre später in New York wiederholen wird. Finn kommt nun regelmäßig jede Woche ins „Paradiso Perduto“. Die Jahre vergehen. Eines Abends, die beiden sind keine Kinder mehr, soll Finn Estella auf eine Tanzveranstaltung begleiten. Als er jedoch ankommt, wird er nicht hineingelassen, weil er nicht auf der Gästeliste steht. Estella taucht jedoch bei seinem Auto auf und fragt Finn, ob er sie wegbringen könne. Sie fahren zu ihm in das ärmliche Fischerhaus.
An diesem Abend küsst Finn Estella erneut und streichelt ihre Schenkel und ihren Intimbereich. Finn möchte Estella am nächsten Tag wieder sehen, sie antwortet ihm allerdings in französischer Sprache, dass sie nach Paris geht. Finn versteht aber kein Französisch und erfährt im Nachhinein von der alten Dinsmoor, dass Estella abgereist ist.
Finn gibt daraufhin die Malerei auf und arbeitet mit Joe zusammen als Fischer. Nach einigen Jahren bekommt er unerwartet Besuch von einem Anwalt namens Jerry Ragno. Im Auftrag eines anonymen Kunstfreundes lädt er Finnegan zu einer ersten eigenen Ausstellung nach New York ein. Der hat zwar seit Jahren nicht mehr gemalt, will sich aber trotzdem die Chance nicht entgehen lassen. In New York beginnt er wieder zu malen und trifft bald darauf auch Estella wieder, die inzwischen drauf und dran ist, den wohlhabenden Architekten Walter Plane zu heiraten. Finn und Estella kommen sich wieder näher, sie verlässt ihn aber erneut und bricht Finn das Herz.
Am Abend seiner erfolgreichen Vernissage lässt Finn einen alten Mann in sein Loft, damit dieser die Polizei anrufen kann, da er von einigen finsteren Gestalten auf der Straße bedroht wird. Es stellt sich heraus, dass dieser Mann Arthur Lustig ist, dem Finn vor vielen Jahren auf der Flucht geholfen hat. Er war derjenige, der Finn aus Dankbarkeit die Ausstellung ermöglichte, die Miete für sein Loft bezahlte und auch alle Bilder der Ausstellung aufkaufte. Finn begleitet Lustig zur U-Bahn; dort wird Lustig von einem seiner einstigen Komplizen erstochen und stirbt in Finns Armen.
Jahre später, nachdem er in Paris war und dort gemalt hat, kehrt Finn zurück in sein Heimatdorf und besucht ein letztes Mal das „Paradiso Perduto“, welches mittlerweile fast völlig zerstört ist. Mrs. Dinsmoor war bereits vor einiger Zeit einsam gestorben. Im Garten erblickt er ein kleines Mädchen, das aussieht wie Estella damals vor vielen Jahren. Er folgt ihr und sieht Estella an der Bucht stehen. Das Mädchen entpuppt sich als Estellas Tochter, sie selbst ist geschieden. Der Film endet damit, dass Finn und Estella sich an den Händen haltend übers Meer blicken.

## Kritiken
Barbara Shulgasser lobte im San Francisco Examiner die Schauspieler, das Drehbuch und die Regie.
James Berardinelli lobte auf ReelViews Ethan Hawke, Gwyneth Paltrow, Anne Bancroft und Robert De Niro. Der Film sei zwar „kein Triumph“, aber besser als „nur ein guter Versuch“.
Das Lexikon des internationalen Films befand: „Die in die Gegenwart verlegte Adaption eines Romans von Charles Dickens, die als Literaturverfilmung scheitert, weil sie sich nicht zwischen Interpretation und Aktualisierung entscheiden kann. Als märchenhafte Romanze aber prägen sich exzellent fotografierte Szenerien sowie die filmisch außergewöhnliche Beschwörung von Sinnlichkeit ein.“

## Auszeichnungen
- Nominierung für den ALMA Award für Alfonso Cuarón im Jahr 1999.
- Die Deutsche Film- und Medienbewertung FBW in Wiesbaden verlieh dem Film das Prädikat wertvoll.

## Hintergründe
Der Film wurde in New York City, in Yonkers, auf Long Island und in Florida gedreht. Er spielte in den Kinos der USA ca. 26,3 Millionen US-Dollar ein; in den anderen Ländern wurden ca. 29 Millionen US-Dollar eingespielt.
Finns Malereien und Zeichnungen stammen im Original von dem Künstler Francesco Clemente, der sie extra für den Film entwarf.